# Dmitri Kónixev
Dmitri Boríssovitx Kónixev (en rus Дмитрий Борисович Конышев) (Gorki, 8 de febrer de 1966) va ser un ciclista rus que fou professional entre 1989 i 2006.
Durant la seva carrera esportiva representà en primer moment els colors de l'URSS i a partir de la seva dissolució els de Rússia. Aconseguí una quarantena de victòries, entre elles etapes a les tres grans voltes: 4 al Tour de França, 4 al Giro d'Itàlia i 1 a la Volta a Espanya.
També destacà als campionats del món de ciclisme, en què guanyà dues medalles: una de plata el 1989, representant l'URSS, per darrere Greg Lemond; i una de bronze, representant Rússia, el 1992, per darrere Gianni Bugno i Laurent Jalabert.
Actualment és tècnic de l'equip de l'equip professional rus Team Katusha Alpecin.

## Palmarès
- 1986
  - Vencedor d'una etapa de la Coors Classic
- 1987
  - 1r al Gran Premio Palio del Recioto
  - 1r a la Volta a Àustria
  - 1r al Giro de les Regions i vencedor de 3 etapes
  - 1r al Gran Premi de l'Alliberament
  - Vencedor d'una etapa del Tour de l'Avenir
  - Vencedor d'una etapa de la Volta a Sotxi
- 1988
  - 1r al Baby Giro
  - Vencedor de 2 etapes del Giro de les Regions
  - Vencedor d'una etapa de la Volta a Cuba
- 1989
  - 1r a la Coppa Agostoni
  - 1r al Giro dell'Emilia
  - Vencedor d'una etapa de la Settimana Ciclistica Bergamasca
- 1990
  -  Campió de la Unió Soviètica en carretera
  - 1r al Gran Premi de la indústria i l'artesanat de Larciano
  - Vencedor d'una etapa del Tour de França
- 1991
  - Vencedor de 2 etapes del Tour de França
  - Vencedor d'una etapa de la Tirreno-Adriatico
- 1992
  - Vencedor d'una etapa de la Volta a Astúries
- 1993
  -  Campió de Rússia en ruta
  - Vencedor de 2 etapes del Giro d'Itàlia
- 1994
  - Vencedor d'una etapa de la Volta als Països Baixos
- 1995
  - 1r al Giro del Friül

| - 1996 - 1r a la Hofbrau Cup i vencedor de 2 etapes - Vencedor d'una etapa de la Volta a Espanya - 1997 - 1r al Gran Premi de Valònia - Vencedor d'una etapa del Giro d'Itàlia. 1r de l'Intergiro - Vencedor d'una etapa de la Tirreno-Adriatico - Vencedor d'una etapa de la Volta a Múrcia - Vencedor d'una etapa de la Volta a Polònia - 1998 - Vencedor d'una etapa de la Volta a la Comunitat Valenciana - 1999 - 1r a la Coppa Sabatini - 1r al Gran Premi de Fourmies - Vencedor d'una etapa del Tour de França | - 2000 - 1r al Giro della Romagna - Vencedor d'una etapa del Giro d'Itàlia i 1r de la Classificació per punts - 2001 - Campió de Rússia en ruta - 1r a la Coppa Sabatini - 1r al Giro di Campania - Vencedor d'una etapa de la Volta a Suïssa - 2004 - 1r al Tour del llac Léman - Vencedor d'una etapa de l'Euskal Bizikleta - 2005 - Vencedor d'una etapa de la Volta a Astúries |

### Resultats al Tour de França
- 1990. 25è de la classificació general. Vencedor d'una etapa
- 1991. 52è de la classificació general. Vencedor de 2 etapes
- 1992. Abandona (16a etapa)
- 1995. Abandona (12a etapa)
- 1998. Abandona (9a etapa)
- 1999. 62è de la classificació general. Vencedor d'una etapa

### Resultats al Giro d'Itàlia
- 1989. Abandona
- 1990. 30è de la classificació general
- 1993. 26è de la classificació general. Vencedor de 2 etapes
- 1997. 37è de la classificació general. Vencedor d'una etapa.  1r de l'Intergiro
- 1998. 51è de la classificació general
- 2000. 57è de la classificació general. Vencedor d'una etapa.  1r de la Classificació per punts
- 2001. 75è de la classificació general
- 2002. 103è de la classificació general

### Resultats a la Volta a Espanya
- 1996. 35è de la classificació general. Vencedor d'una etapa